# Shiny and Oh So Bright, Vol. 1 / LP: No Past. No Future. No Sun.
Shiny and Oh So Bright, Vol. 1 / LP: No Past. No Future. No Sun. es el décimo álbum de estudio de la banda The Smashing Pumpkins. Fue lanzado el 16 de noviembre de 2018 a través de Napalm Records.

## Antecedentes
A principios de febrero de 2018 se anunció que los miembros originales James Iha y Jimmy Chamberlin se habían reincorporado a la banda, siendo la primera vez desde Machina II/The Friends & Enemies of Modern Music (2000) y Zeitgeist (2007) que Iha y Chamberlin han trabajado con la banda, respectivamente. La banda reunida comenzó la producción de nuevo material en febrero de 2018 con la producción de Rick Rubin, la primera vez que trabajó con la banda desde el ciclo del álbum Adore (1998). La grabación tuvo lugar en el estudio de grabación Shangri La, Malibu, California. El grupo originalmente presentó ocho demos de canciones a Rubin con la intención de lanzar una como sencillo de regreso. Después de que Rubin aprobó los ocho, el grupo planeó dos EP de cuatro canciones, el primero de los cuales estaba programado originalmente para ser lanzado en mayo de 2018. En septiembre de 2018 se anunció que los EP tomarían la forma de un álbum completo. El exbajista D'arcy Wretzky afirma que la participación de Iha y Rubin en el álbum fue limitada, diciendo: "Él [Iha] solo participó en la única canción de Rick Rubin. Billy tiene mucho valor al decir que Rick grabó todo el álbum. sólo tenía una semana para grabar una canción".

## Lanzamiento
El primer sencillo del álbum, "Solara", fue lanzado el 8 de junio de 2018. El segundo sencillo "Silverytimes (Ghosts)" fue lanzado el 13 de septiembre de 2018. La canción de apertura "Knights of Malta" se lanzó en secreto como un YouTube privado. video el 7 de noviembre de 2018.
El sencillo principal "Solara" se presentó en vivo en la televisión nacional en The Tonight Show Starring Jimmy Fallon el lunes 11 de junio de 2018.

## Lista de canciones
Todas las canciones escritas y compuestas por Billy Corgan, except where noted. 
| Shiny and Oh So Bright, Vol. 1 / LP: No Past. No Future. No Sun. track listing |                              |          |  |
| N.º                                                                            | Título                       | Duración |  |
| 1.                                                                             | «Knights of Malta»           | 4:37     |  |
| 2.                                                                             | «Silvery Sometimes (Ghosts)» | 3:30     |  |
| 3.                                                                             | «Travels»                    | 5:23     |  |
| 4.                                                                             | «Solara»                     | 4:22     |  |
| 5.                                                                             | «Alienation»                 | 5:01     |  |
| 6.                                                                             | «Marchin' On»                | 2:39     |  |
| 7.                                                                             | «With Sympathy»              | 3:30     |  |
| 8.                                                                             | «Seek and You Shall Destroy» | 2:45     |  |

## Créditos
The Smashing Pumpkins
- Jimmy Chamberlin – batería, percusión
- Billy Corgan – voz, guitarra, teclados
- James Iha – guitarra, bajo
- Jeff Schroeder – guitarra